# ポッジョ・サン・ヴィチーノ
ポッジョ・サン・ヴィチーノ（伊: Poggio San Vicino）は、イタリア共和国マルケ州マチェラータ県にある、人口約220人の基礎自治体（コムーネ）。

## 地理

### 位置・広がり
マチェラータ県のコムーネ。県都マチェラータから西北西へ31kmの距離にある。

#### 隣接コムーネ
隣接するコムーネは以下の通り。括弧内のANはアンコーナ県所属を示す。
- アピーロ
- チェッレート・デージ (AN)
- ファブリアーノ (AN)
- マテーリカ
- セッラ・サン・クイーリコ (AN)

### 気候分類・地震分類
ポッジョ・サン・ヴィチーノにおけるイタリアの気候分類 (it) および度日は、zona E, 2235 GGである。
また、イタリアの地震リスク階級 (it) では、zona 2 (sismicità media) に分類される。